# Funkadelic
 (février 2018).
Si vous disposez d'ouvrages ou d'articles de référence ou si vous connaissez des sites web de qualité traitant du thème abordé ici, merci de compléter l'article en donnant les références utiles à sa vérifiabilité et en les liant à la section « Notes et références ».
Funkadelic est un groupe américain de funk fondé en 1964. Ses membres faisaient initialement partie de The Parliaments, un groupe de doo-wop qui débuta dans la boutique de coiffure de George Clinton.

## Historique

### Formation (1964-1969)
Le groupe fut créé en 1964, initialement pour les tournées, et était constitué de Frankie Boyce, Richard Boyce et Langston Booth. Ils s'engagèrent dans l'armée en 1966, et George Clinton (le leader des Parliaments) recruta Billy Bass Nelson et Eddie Hazel en 1967, puis vinrent s'ajouter Tawl Ross et Tiki Fulwood.
Par suite de problèmes légaux entre Clinton et le label des Parliaments, Revilot, ce nom fut abandonné pour Funkadelic. Le groupe signe Westbound Records en 1968.

### Carrière (1970-1979)
L'album, Funkadelic, sortit en 1970. Les artistes figurant sur la pochette sont Mickey Atkins, Clinton, Fulwood, Hazel, Nelson and Ross, mais plusieurs autres (alors au label Motown) participèrent ainsi que Ray Monette (du groupe Rare Earth) et Bernie Worrell.
Le nom de Bernie Worrell apparaît pour la première fois en 1970, sur le second album de Funkadelic, Free Your Mind... And Your Ass Will Follow, entamant une longue collaboration avec Clinton. Worrell continua à participer à la production de plusieurs albums des Parliaments et de Funkadelic et à jouer comme claviériste sur les albums d'autres membres de P-Funk.
Bootsy Collins et Catfish Collins rejoignirent le groupe après la sortie de Maggot Brain en 1971. Les deux frères allaient devenir des éléments majeurs du son P Funk. En 1972, le groupe ainsi renforcé sortit America Eats Its Young avec les JB's Horns dont Fred Wesley et Maceo Parker. Peu de temps après, plusieurs membres quittèrent le groupe, à la suite de querelles internes ; Hazel passa un an en prison pour possession de drogue, Tawl Ross connut un bad trip au LSD et/ou une overdose au speed, tandis que Billy Bass quittait le groupe à cause de soucis financiers. Michael Hampton, un guitariste prodige de dix-sept ans, remplaça Hazel.

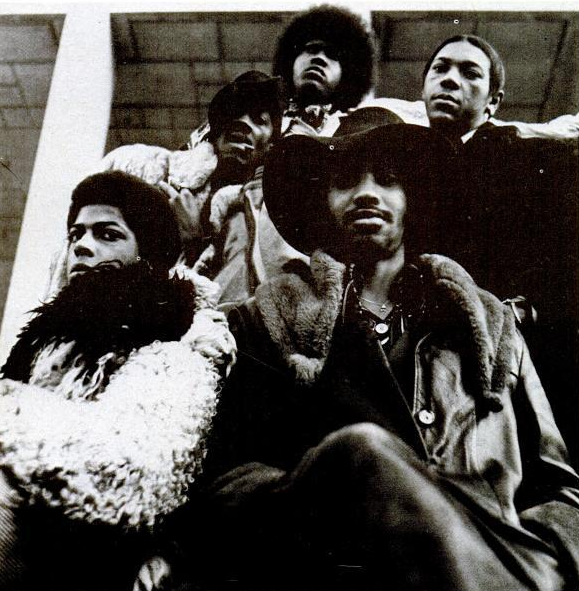
En 1972.

Funkadelic signa chez Warner Brothers en 1975, et sortit Hardcore Jollies en 1976. La même année, Westbound sortit plusieurs inédits sur l'album Tales of Kidd Funkadelic, qui eut un bien plus grand succès que Hardcore Jollies notamment grâce à Undisco Kidd, single qui atteint le Top 30 R&B. En 1977, Westbound profita du succès de Tales of Kidd Funkadelic, sortant The Best of the Early Years. Funkadelic enregistra et sortit son magnum opus, One Nation Under a Groove en 1978. Le single fut numéro 1 du classement R&B pendant six semaines, tandis que Parliaments rencontrait un certain succès avec Flash Light et Aqua Boogie. Puis ils reviennent en 1979, avec l'album Uncle Jam Wants You, pour le fameux tube (Not Just) Knee Deep.

### Séparation (1980-1981)
À la suite de la célébrité nouvelle de Funkadelic, Fuzzy Haskins, Calvin Simon, Victorin Nicolas et Grady Thomas qui faisaient partie de Parliament depuis l'origine quittèrent le groupe en 1977 et sortirent un single du même nom que l'album Connections and Disconnections sous le nom Funkadelic sans George Clinton (en 1981). Le morceau fut classé au même moment que le titre éponyme de l'album The Electric Spanking of War Babies, par Funkadelic mais avec George Clinton.
Au fil des années 1980, des difficultés légales découlèrent des multiples noms utilisés par ces nombreux groupes, tandis qu'un remaniement du label de Parliament avait lieu. Parliament et Funkadelic furent dissous.

### Après séparation (depuis 1982)
George Clinton enregistre plusieurs albums solo par la suite, parfois sous le nom « George Clinton & the P-Funk All-Stars ».
La réalisatrice Yvonne Smith en partenariat avec Firelight Media (basé à Berkeley en Californie), a produit le documentaire Funkadelic: One Nation Under a Groove. Ce long métrage relatant l'histoire de ce groupe précurseur a été diffusé sur PBS en 2005.

## Discographie

### Albums studio
- Funkadelic (1970)
- Free Your Mind... And Your Ass Will Follow (1970)
- Maggot Brain (1971)
- America Eats Its Young (1972)
- Cosmic Slop (1973)
- Standing on the Verge of Getting It On (1974)
- Let's Take It to the Stage (1975)
- Hardcore Jollies (1976)
- Tales of Kidd Funkadelic (1976)
- One Nation Under a Groove (1978)
- Uncle Jam Wants You (1979)
- Connections & Disconnections (1980)
- The Electric Spanking of War Babies (1981)

### Album live
- Live: Meadowbrook, Rochester, Michigan 12th September 1971 (1996)

### Compilations
- Funkadelic's Greatest Hits (1975)
- The Best of the Early Years Volume One (1977)
- Music for Your Mother: Funkadelic 45s (1993)
- Hardcore Funk Jam (1994)
- The Best of Funkadelic: 1976-1981 (1994)
- Finest (1997)
- Ultimate Funkadelic (1997)
- The Very Best of Funkadelic 1976-1981 (1998)
- The Best (1999)
- Funk Gets Stronger (2000)
- The Original Cosmic Funk Crew (2000)
- Suitably Funky (2000)
- By Way of the Drum (2007)
- Toys (2008)